# 力普
力普有限公司，簡稱力普（英語：LEAPTEK LIMITED，港交所除牌時0336.HK），在2001年9月25日，由網基科技有限公司更名而來，當時業務生產、研發及銷售電子、電腦等。
由於長期業務惡性競爭，在2004年，由朱林瑤和有關人士收購完成，把原有業務終止，並把香精香料產品注入公司，在4月30日，更名為華寶國際控股有限公司至今。

## 連結
- Huabao.com.hk（页面存档备份，存于）
- Huabao.todayir.com/html/ir.php